# Sven Serré
Sven Serré (13 augustus 1971) is een Belgisch militair en sportbestuurder.

## Levensloop
Serré volgde een opleiding aan de Koninklijke Militaire School te Brussel, alwaar hij in 1993 afstudeerde als master in de sociale en militaire wetenschappen. Later (2011) behaalde hij daarnaast een master in management, internationale relaties en veiligheidsstudies aan het Instituut Defensie Leergangen van de NLDA en het Clingendael Instituut. Van beroep is hij luitenant-kolonel (stafbrevethouder) bij de Belgisch Leger. Serré is woonachtig te Bonheiden.
Vanaf zijn 18e werd hij actief als bestuurder in de badmintonsport. Dit combineerde hij met activiteiten als scheidsrechter. In deze hoedanigheid werd hij vanaf 1996 op Europees en vanaf 2006 op mondiaal niveau actief. In juli 2016 kwam hij aan het hoofd van de Koninklijke Belgische Badminton Federatie (KBBF). Een functie die hij uitoefende tot juni 2023. Hij werd in deze hoedanigheid opgevolgd door Bert Vanhorenbeeck en Arnaud Delsaut. Kort hiervoor (tijdens het BEC-congres in het Azerbeidzjaanse Bakoe in april 2023) werd hij verkozen tot voorzitter van Badminton Europe. Hij volgde in deze hoedanigheid de Portugese waarnemend voorzitter João Matos op.